# Mima Jaušovec
Mima Jaušovec (n. 20 iulie 1956, Maribor, Slovenia) este o fostă jucătoare de tenis din Iugoslavia. Ea este cunoscută mai ales pentru câștigarea probei de simplu a turneului de tenis French Open în 1977.

## Carieră
Cea mai bună poziție din cariera Mimei Jaušovec a fost locul 6 în clasamentul la simplu al WTA, obținut în martie 1982. Singurul triumf într-un turneu de Mare Șlem a avut loc în proba de simplu a turneului French Open din 1977. În 1978 ea a ajuns din nou în finală, dar a fost învinsă de Virginia Ruzici. În 1983 a ajuns în cea de-a treia finală a Openului Francez, pierzând în fața lui Chris Evert. Alte titluri notabile obținute de Mima Jaušovec au fost Openul German în 1978 și Openul Italian în 1976.
Făcând echipă cu Ruzici, Jaušovec a câștigat proba de dublu feminin a turneului de tenis French Open în 1978. Ele le-au învins pe Lesley Turner Bowrey și Gail Sherriff Lovera în finală. În același an, Jaušovec si Ruzici au ajuns în finala turneului de la Wimbledon, pierzând în fața echipei formate din Kerry Melville Reid si Wendy Turnbull.
Jaušovec are o serie de victorii notabile la turneele de Mare Șlem, învingându-le, printre altele, pe Martina Navratilova la turneul de la Wimbledon din 1974, pe Virginia Wade la US Open din 1976, pe Wendy Turnbull la turneul de la Wimbledon din 1978, pe Evonne Goolagong la Australian Open din 1980, pe Andrea Jaeger la turneul de la Wimbledon din 1981 și pe Sylvia Hanika la Openul Francez din 1983.
Cariera de jucătoare de tenis a Mimei Jaušovec s-a întins pe durata a 15 ani, din 1973 până în 1988. Astăzi, ea este antrenoare principală a echipei naționale de Fed Cup a Sloveniei. A candidat fără succes din partea Partidului Liberal Democrat din Slovenia la alegerile pentru Parlamentul European din 2004.

## Finale în turneele de Mare Șlem

### Simplu (1 titlu, 2 înfrângeri)
| Rezultat   | An   | Turneu      | Suprafață | Adversară       | Scor               |
| ---------- | ---- | ----------- | --------- | --------------- | ------------------ |
| Victorie   | 1977 | French Open | Zgură     | Florența Mihai  | 6–2, 6–7(5–7), 6–1 |
| Înfrângere | 1978 | French Open | Zgură     | Virginia Ruzici | 2–6, 2–6           |
| Înfrângere | 1983 | French Open | Zgură     | Chris Evert     | 1–6, 2–6           |

### Dublu (1 titlu, 1 înfrângere)
| Rezultat   | An   | Turneu      | Suprafață | Parteneră       | Adversare                                 | Scor                |
| ---------- | ---- | ----------- | --------- | --------------- | ----------------------------------------- | ------------------- |
| Victorie   | 1978 | French Open | Zgură     | Virginia Ruzici | Gail Sherriff Lovera Lesley Turner Bowrey | 5–7, 6–4, 8–6       |
| Înfrângere | 1978 | Wimbledon   | Iarbă     | Virginia Ruzici | Kerry Melville Reid Wendy Turnbull        | 4–6, 9–8(10–8), 6–3 |

## Finale în circuitul WTA

### Simplu: 14 (5-9)
| Victorii - Înfrângeri              |
| ---------------------------------- |
| Turnee de Mare Șlem (1-2)          |
| Turneul Campioanelor (0-0)         |
| Virginia Slims, Avon, altele (4–7) |

| Finale după suprafață |
| --------------------- |
| Hard (0-0)            |
| Zgură (4-5)           |
| Iarbă (0-0)           |
| Carpetă (1-4)         |

| Rezultat   | Nr. | Dată              | Turneu      | Teren       | Adversară           | Scor               |
| ---------- | --- | ----------------- | ----------- | ----------- | ------------------- | ------------------ |
| Înfrângere | 1.  | 15 iulie 1974     | Kitzbühel   | Zgură       | Mirka Koželuhová    | 3–6, 0–6           |
| Victorie   | 1.  | 23 mai 1976       | Roma        | Zgură       | Lesley Hunt         | 6–1, 6–3           |
| Victorie   | 2.  | 16 august 1976    | Toronto     | Zgură       | Lesley Hunt         | 6–2, 6–0           |
| Înfrângere | 3.  | 23 mai 1977       | French Open | Zgură       | Florența Mihai      | 6–2, 6–7(5–7), 6–1 |
| Înfrângere | 2.  | 22 august 1977    | Charlotte   | Zgură       | Martina Navrátilová | 6–3, 2–6, 1–6      |
| Victorie   | 4.  | 15 mai 1978       | Hamburg     | Zgură       | Virginia Ruzici     | 6–2, 6–3           |
| Înfrângere | 3.  | 29 mai 1978       | French Open | Zgură       | Virginia Ruzici     | 2–6, 2–6           |
| Înfrângere | 4.  | 16 martie 1981    | Boston      | Carpetă (i) | Chris Evert         | 4–6, 4–6           |
| Înfrângere | 5.  | 19 octombrie 1981 | Brighton    | Carpetă (i) | Sue Barker          | 6–4, 1–6, 1–6      |
| Înfrângere | 6.  | 1 februarie 1982  | Detroit     | Carpetă (i) | Andrea Jaeger       | 6–2, 4–6, 2–6      |
| Victorie   | 5.  | 1 martie 1982     | Los Angeles | Carpetă (i) | Sylvia Hanika       | 6–2, 7–6(7–4)      |
| Înfrângere | 7.  | 8 martie 1982     | Dallas      | Carpetă (i) | Martina Navratilova | 3–6, 2–6           |
| Înfrângere | 8.  | 23 mai 1983       | French Open | Zgură       | Chris Evert         | 1–6, 2–6           |
| Înfrângere | 9.  | 15 iulie 1985     | Bregenz     | Zgură       | Virginia Ruzici     | 2–6, 3–6           |

### Dublu: 20 (11-9)
| Victorii - Înfrângeri               |
| ----------------------------------- |
| Turnee de Mare Șlem (1-1)           |
| Turneul Campioanelor (0-0)          |
| Virginia Slims, Avon, altele (10–8) |

| Finale după suprafață |
| --------------------- |
| Hard (0-1)            |
| Zgură (5-2)           |
| Iarbă (0-1)           |
| Carpetă (6-5)         |

| Rezultat   | Nr. | Dată              | Turneu             | Suprafață   | Parteneră           | Adversare                                 | Scor                |
| ---------- | --- | ----------------- | ------------------ | ----------- | ------------------- | ----------------------------------------- | ------------------- |
| Victorie   | 1.  | 4 noiembrie 1974  | Edinburgh          | Carpetă (i) | Virginia Ruzici     | María-Isabel Fernández Raquel Giscafré    | 6–4, 4–6, 6–4       |
| Înfrângere | 1.  | 24 ianuarie 1977  | Minneapolis        | Carpetă (i) | Virginia Ruzici     | Rosie Casals Martina Navrátilová          | 2–6, 1–6            |
| Victorie   | 2.  | 15 mai 1978       | Hamburg            | Zgură       | Virginia Ruzici     | Katja Ebbinghaus Helga Niessen Masthoff   | 6–4, 5–7, 6–0       |
| Victorie   | 3.  | 22 mai 1978       | Roma               | Zgură       | Virginia Ruzici     | Florența Mihai Betsy Nagelsen             | 6–2, 2–6, 7–5       |
| Victorie   | 4.  | 29 mai 1978       | French Open        | Zgură       | Virginia Ruzici     | Gail Sherriff Lovera Lesley Turner Bowrey | 5–7, 6–4, 8–6       |
| Înfrângere | 2.  | 26 iunie 1978     | Wimbledon          | Iarbă       | Virginia Ruzici     | Kerry Melville Reid Wendy Turnbull        | 6–4, 8–9(8–10), 3–6 |
| Înfrângere | 3.  | 23 octombrie 1978 | Filderstadt        | Carpetă (i) | Virginia Ruzici     | Tracy Austin Betty Stöve                  | 3–6, 3–6            |
| Victorie   | 5.  | 1 ianuarie 1979   | Washington, D.C.   | Carpetă (i) | Virginia Ruzici     | Renée Richards Sharon Walsh               | 4–6, 6–2, 6–4       |
| Înfrângere | 4.  | 20 august 1979    | Mahwah             | Hard        | Regina Maršíková    | Tracy Austin Betty Stöve                  | 6–7, 6–2, 4–6       |
| Înfrângere | 5.  | 7 ianuarie 1980   | Cincinnati         | Carpetă (i) | Ann Kiyomura        | Laura DuPont Pam Shriver                  | 3–6, 3–6            |
| Victorie   | 6.  | 27 octombrie 1980 | Stockholm          | Carpetă (i) | Virginia Ruzici     | Hana Mandlíková Betty Stöve               | 6–2, 6–1            |
| Înfrângere | 6.  | 10 noiembrie 1980 | Amsterdam          | Carpetă (i) | JoAnne Russell      | Hana Mandlíková Betty Stöve               | 6–7, 6–7            |
| Înfrângere | 7.  | 6 aprilie 1981    | Hilton Head Island | Zgură       | Pam Shriver         | Rosie Casals Wendy Turnbull               | 5–7, 5–7            |
| Înfrângere | 8.  | 19 octombrie 1981 | Brighton           | Carpetă (i) | Pam Shriver         | Barbara Potter Anne Smith                 | 7–6, 3–6, 4–6       |
| Victorie   | 7.  | 26 octombrie 1981 | Filderstadt        | Carpetă (i) | Martina Navratilova | Barbara Potter Anne Smith                 | 6–4, 6–1            |
| Victorie   | 8.  | 1 februarie 1982  | Detroit            | Carpetă (i) | Leslie Allen        | Rosie Casals Wendy Turnbull               | 6–4, 6–0            |
| Victorie   | 9.  | 19 aprilie 1982   | Amelia Island      | Zgură       | Leslie Allen        | Barbara Potter Sharon Walsh               | 6–1, 7–5            |
| Victorie   | 10. | 30 ianuarie 1983  | Houston            | Carpetă (i) | Anne White          | Barbara Potter Sharon Walsh               | 6–4, 3–6, 7–6(7–4)  |
| Înfrângere | 9.  | 16 aprilie 1984   | Amelia Island      | Zgură       | Anne Hobbs          | Kathy Jordan Anne Smith                   | 4–6, 6–4, 4–6       |
| Victorie   | 11. | 15 iulie 1985     | Bregenz            | Zgură       | Virginia Ruzici     | Andrea Holíková Kateřina Skronská         | 6–2, 6–3            |

## Performanțe obținute la turneele de Mare Șlem
| Turneu                              | 1974 | 1975 | 1976 | 1977 | 1977 | 1978 | 1979 | 1980 | 1981 | 1982 | 1983 | 1984 | 1985 | 1986 | 1987 | 1988 | Titluri-Participări |
| ----------------------------------- | ---- | ---- | ---- | ---- | ---- | ---- | ---- | ---- | ---- | ---- | ---- | ---- | ---- | ---- | ---- | ---- | ------------------- |
| Australian Open                     | A    | A    | A    | A    | A    | A    | A    | SF   | 3R   | 2R   | A    | A    | A    | NH   | A    | 1R   | 0/4                 |
| Open-ul Francez                     | 2R   | 2R   | 2R   | W    | W    | F    | 2R   | 3R   | QF   | 4R   | F    | 3R   | 2R   | 3R   | 1R   | A    | 1/14                |
| Wimbledon                           | 3R   | 4R   | 4R   | 3R   | 3R   | QF   | 2R   | A    | QF   | 2R   | 3R   | 1R   | 1R   | 1R   | A    | A    | 0/12                |
| US Open                             | 2R   | 1R   | SF   | QF   | QF   | 2R   | 2R   | QF   | 2R   | 2R   | 3R   | 3R   | 2R   | A    | A    | A    | 0/12                |
| Titluri-Participări                 | 0/3  | 0/3  | 0/3  | 1/3  | 1/3  | 0/3  | 0/3  | 0/3  | 0/4  | 0/4  | 0/3  | 0/3  | 0/3  | 0/2  | 0/1  | 0/1  | 1/42                |
| Locul ocupat la sfârșitul sezonului |      | 40   | 11   | 11   | 11   | 19   | 20   | 17   | 11   | 12   | 23   | 87   | 71   | 184  | 233  | 362  |                     |

Notă: Australian Open a avut loc de două ori în 1977, în ianuarie și în decembrie.

## Legături externe
- Mima Jaušovec la Women's Tennis Association
- Mima Jaušovec la International Tennis Federation
- Mima Jaušovec pe site-ul Fed Cup

| Premii                     | Premii                                 | Premii                   |
| -------------------------- | -------------------------------------- | ------------------------ |
| Predecesor: Branka Batinić | Sportiva iugoslavă a anului 1976, 1977 | Succesor: Bojana Šumonja |